# Вератік (Ришканський район)
Вератік (рум. Văratic) — село в Ришканському районі Молдови. Утворює окрему комуну.